# Motobu-ryu
Motobu-ryu (本部流) é um estilo de caratê que foi fundado em homenagem e reunindo as técnicas de Choki Motobu, em 1922, por Tatsuo Yamada e Chosei Motobu. O nome oficial do estilo é Nihon Denryu Heiho Motobu Kenpo (日本 傳流 兵法 本部 拳法). O atual líder e representante da escola é Chosei Motobu, que é o herdeiro dos estilos de artes marciais praticados por sua família, tanto de caratê quanto de koryu.